# Lempzours
 Lempzours  (en occitano Lemzor) es una población y comuna francesa, situada en la región de Aquitania, departamento de Dordoña, en el distrito de Nontron y cantón de Thiviers.

## Demografía
| 177 | 155 | 139 | 123 | 121 | 111 |
| Para los censos de 1962 a 1999 la población legal corresponde a la población sin duplicidades (Fuente: INSEE [Consultar]) |     |     |     |     |     |